# Kaum al-Hasil
Kaum al-Hasil – miejscowość w Egipcie, w muhafazie Al-Minja, w dystrykcie Maghagha. W 2006 roku liczyła 5235 mieszkańców.